# Phragmipedium schlimii
Phragmipedium schlimii é uma espécie de orquídea terrestre, família Orchidaceae, que habita a Colômbia.